# María la del barrio (telenovela)
María, la del barrio es una telenovela mexicana, producida por Angelli Nesma Medina para Televisa, en 1995. Está basada en Los ricos también lloran, telenovela de 1979.
Protagonizada por Thalía y Fernando Colunga, con la participaciones antagónicas de Itatí Cantoral, Silvia Caos, Ana Patricia Rojo y Sebastián Ligarde. Cuenta con las actuaciones estelares de Ludwika Paleta, Osvaldo Benavides y los primeros actores Irán Eory, Ricardo Blume y Carmen Salinas.
En los últimos años, el conocimiento de la telenovela ha traspasado las fronteras de México gracias a una de las escenas protagonizada por Itatí Cantoral y Yuliana Peniche. Debido a la sobreactuación de todos los intérpretes, la incoherencia en la edad de los roles que representaban y el montaje fallido de la escena, ha dado lugar a varios memes de internet.

## Reparto

### Principales
- Thalía como María Hernández Rojas de De la Vega
- Fernando Colunga como Luis Fernando de la Vega Montenegro
- Irán Eory como Victoria Montenegro de la Vega
- Ricardo Blume como Don Fernando de la Vega Bustamante
- Itatí Cantoral como Soraya Montenegro de Montalbán
- Héctor Soberón como Vladimir de la Vega Montenegro
- Meche Barba como Guadalupe «Lupe» Linares
- Silvia Caos como «Nana» Calixta Popoca
- Aurora Molina como Casilda Pérez
- Pituka de Foronda como Seño Caro
- Tito Guízar como Padre Honorio
- Monserrat Gallosa como Vanessa de la Vega Montenegro
- Sebastián Garza como Pedro
- Gloria Izaguirre como Licha
- Rebeca Manríquez como Carlota
- Beatriz Moreno como Felipa de González
- Raúl Padilla «Chóforo» como Urbano González
- Alejandra Procuna como Brenda Ramos
- Yadira Santana como Rufina
- Carmen Salinas como Agripina Pérez
- Maribel Palmer como Hilda Rivas
- Ana Patricia Rojo como Penelope Linares
- René Muñoz como Veracruz
- Emilia Carranza como Raymunda Robles
- Roberto Blandón como José María Cano «Papacito»
- Ludwika Paleta como María de los Ángeles «Tita» de la Vega Hernández
- Osvaldo Benavides como Fernando «Nandito» de la Vega Hernández
- Antonio Medellín como Dr. Carreras
- Lilia Michel como Sor Matilde
- Juan Antonio Edwards como Dr. Rodrigo Suárez
- Jessica Jurado como Verónica Robles
- Ninón Sevilla como Caridad
- Lourdes Deschamps como Argelia
- Sara Montes como Elisa
- Claudia Ortega como Antonia
- Adriana Rojo como Luna

### Secundarios e invitados
- Sebastián Ligarde como Gonzalo Dorantes
- Enrique Lizalde como Abelardo Armenteros
- Mauricio Aspe como Aldo Armenteros
- Ariadna Welter como Esperanza Calderón
- Yuliana Peniche como Alicia Montalbán
- Manuel Saval como Óscar Montalbán[4]
- Beatriz Monroy como Tísica
- Arturo Muñoz como Dr. Ricardo Mejía
- Ariel López Padilla como Dr. Daniel Ordóñez
- Rodrigo Abed como Bernardo
- Margarita Magaña como Betty
- Natasha Dupeyrón como Perlita Ordóñez
- Esteban Moldován como Carlitos Ordóñez
- Eric del Castillo como Juez
- Frances Ondiviela como Cecilia
- David Ostrosky como Zabala
- Leonardo Daniel como Hinojosa
- Armando Pascual como Rogelio Nodarse
- Jaime Puga como Palmiro
- Enrique Muñoz como Agente Murillo
- Esteban Franco como Ministerio Público
- Graciela Bernardos como Dra. Manríquez
- Odiseo Bichir como Renato Jeréz
- María Prado como Rosenda[5]
- Irlanda Mora como Grindelia "La Leona" Campuzano[6]
- Isabel Martínez "La Tarabilla" como Cutberta[7]
- Patricia Martínez como Romelia Aguado
- Irma Torres como Matilda Chávez, Directora del reclusorio
- Rocío Sobrado como Gracia Valdez
- Eva Calvo como Remedios Vda. de Ordóñez
- Alejandro Tommasi como Dr. Keller
- Javier Herranz como Lic. Larios
- Javier Gómez como Miguel Rosales
- Jorge Cáceres como Osvaldo Treviño
- Polly como Enfermera Lares
- Thelma Dorantes como Enfermera
- Roberto Ballesteros como El Fantasma[8]
- Eduardo Arroyuelo como el Manotas[9]
- Aurora Cortés como Doña Maruca
- Genoveva Pérez como Doña Balbina Mejía[10]
- Javier Ruán como Lic. Zamora[11]
- Rebeca Mankita como La Gata[12]
- Lourdes Reyes como Lic. Elba Sánchez[13]

## Versiones
- María, la del barrio es una adaptación de la telenovela Los ricos también lloran estrenada en 1979 por Televisa y protagonizada por Verónica Castro, Rogelio Guerra y Rocío Banquells.
- En el año 2005 se estrenó por la cadena SBT en Brasil una versión de producción propia de las originales mencionadas en la viñeta anterior llamada Os Ricos Também Choram protagonizada por Márcio Kieling y Thaís Fersoza.
- En el año 2006, la productora miamiense Telemundo retomó el guion original e hizo su propia versión, Marina, con Sandra Echeverría y Mauricio Ochmann el cual fue cambiado después por Manolo Cardona.
- En el año 2011, en Filipinas, se compró los derechos, con los actores Enchong Dee (Luis Fernando) y Erich Gonzales (María, la del barrio).
- En el año 2022, la "Fabrica de sueños" de Televisa realiza una versión de Los ricos también lloran protagonizada por Claudia Martín, Sebastián Rulli y Fabiola Guajardo.

## Premios y nominaciones

### Premios TVyNovelas 1996
| Categoría                               | Nominado(a)       | Resultado |
| --------------------------------------- | ----------------- | --------- |
| Mejor telenovela                        | Angelli Nesma     | Nominada  |
| Mejor actriz protagónica                | Thalía            | Nominada  |
| Mejor actriz antagónica                 | Itatí Cantoral    | Ganadora  |
| Mejor primera actriz                    | Irán Eory         | Nominada  |
| Mejor actriz de soporte                 | Carmen Salinas    | Nominada  |
| Mejor actriz juvenil                    | Ludwika Paleta    | Ganadora  |
| Mejor actor juvenil                     | Osvaldo Benavides | Ganador   |
| Telenovela de mayor índice de audiencia | Angelli Nesma     | Ganadora  |